# Жемен, Жозеф
Жозеф Жемен (фр. Jean Joseph Jacques Jemain; 27 февраля 1864, Бордо — 30 августа 1950, Париж) — французский органист, пианист, музыкальный педагог и композитор. Двоюродный брат Поля Таффанеля.
Окончил Парижскую консерваторию, ученик Сезара Франка (орган), Антуана Мармонтеля (фортепиано), Теодора Дюбуа (гармония). Непродолжительное время преподавал фортепиано в Абердине, затем в 1889—1900 гг. в Лионской консерватории (где среди его учеников была Пола де Лестан). С 1900 г. профессор фортепиано в парижской Schola Cantorum.
Автор комической оперы «Пилигрим любви» (фр. Le pèlerin d'Amour; 1908), симфонической увертюры, фортепианных пьес, вокальной музыки, в том числе романсов на стихи Армана Сильвестра. Как музыкальный критик сотрудничал с журналом «Le Ménestrel».